# ابوجلال جنوبی
آلبوجلال جنوبی، منطقه ای از توابع بخش مرکزی شهرستان دشت آزادگان در استان خوزستان ایران است.

## جمعیت
این روستا در دهستان حومه‌غربی قرار دارد و براساس سرشماری مرکز آمار ایران در سال ۱۳۹۵، جمعیت آن ۲۰۰۰ نفر (بیش از ۷۰۰ خانوار) بوده‌است.